# Amorimia camporum
Amorimia camporum är en tvåhjärtbladig växtart som beskrevs av W.R.Anderson. Amorimia camporum ingår i släktet Amorimia och familjen Malpighiaceae. Inga underarter finns listade i Catalogue of Life.